# Lemmings (canción)
«Lemmings» es un split de la banda Blink-182 y Swindle. Fue lanzado en 1996, en formato vinilo y CD por Grilled Cheese antes del lanzamiento del disco Dude Ranch. El sencillo no incluyó videoclip promocional, ya que de Dude Ranch sólo lo tuvieron, «Dammit (Growing Up)» y «Josie». A nivel comercial la banda lanzó otros dos sencillos, «Apple Shampoo» y «Dick Lips».

## Lista de canciones
- Blink-182

| Lado A |            |          |  |
| N.º    | Título     | Duración |  |
| 1.     | «Lemmings» | 2:38     |  |
| 2:38   |            |          |  |

- Swindle

| Lado B |                 |          |  |
| N.º    | Título          | Duración |  |
| 1.     | «Going Nowhere» |          |  |
| 2.     | «One Track»     |          |  |

- Datos: Q1446055